# Farup (parochie)
Farup is een parochie van de Deense Volkskerk in de Deense gemeente Esbjerg. De parochie maakt deel uit van het bisdom Ribe en telt 742 kerkleden op een bevolking van 782 (2004). 
Voor 1970 was de parochie deel van Ribe Herred. In dat jaar werd de parochie opgenomen in de nieuwe gemeente Ribe. In 2007 ging deze op in de vergrote gemeente Esbjerg.